# Wundanyi
Wundanyi és una ciutat situada al sud de Kenya, a uns 20 quilòmetres a l'oest de Voi i a uns 4 quilòmetres al nord-est de Ngerenyi. També és el centre administratiu del Districte de Taita-Taveta. Té una població de 4055 (cens del 1999). Wundanyi és el centre d'una àrea agrícola i a les pendents dels voltants s'hi troben cultius en feixes.
La ciutat és una base popular pel senderisme, mentre que les atraccions locals inclouen el bosc de Ngangao, conegut per les seves papallones, la Wesu Rock i la Cave of Skulls.